# Colin de Cayeux
Colin de Cayeux (mort en 1460), originaire de l'Artois, est l'ami de François Villon et son complice dans le vol au collège de Navarre de 1450. Accusé de nombreux méfaits, il a sans doute été pendu au gibet de Montfaucon.

## Biographie
Fils de serrurier, il devient crocheteur de serrures, clerc comme Villon, il fut arrêté et emprisonné en 1450-1451 pour le vol du Collège de Navarre.
On a prétendu qu'il avait appartenu à la bande des coquillards de Dijon, mais son nom n'apparaît dans aucune des pièces du procès de la bande qui s'est ouvert en 1455 et notamment pas dans la liste des bandits recensés dans le dossier  ; cette appartenance n'est pas mentionnée non plus dans les pièces d'archives concernant ce clerc devenu "mauvais garçon".

Le triste sort de Colin de Cayeux est évoqué dans la « belle leçon aux enfants perdus » du (grand) Testament de Villon et dans le premier huitain de la seconde des ballades du Jargon et Jobellin dudit Villon attribuées au poète dans l'édition imprimée de Levet (1489) : au vers 4 de cette ballade, les spécialistes s'accordent pour repérer le nom de Colin de Cayeux sous le jeu de mots "collin lescailler".

Selon Thierry Martin, Colin de Cayeux aurait pu être l'auteur de deux parmi cinq autres ballades jargonnesques anonymes et sans titre contenues dans un manuscrit de la fin du XVe siècle (après 1477) conservé à Stockholm. T. Martin est le seul des éditeurs-traducteurs modernes à déceler dans ces deux ballades une pratique plus quotidienne et moins littéraire de ce qu'il appelle « bref langage », y voyant l’argot des prostitués et des homosexuels (acception non admise dans le Dictionnaire du Moyen français 2010 du laboratoire ATILF du CNRS) et rangeant Colin de Cayeux parmi les seconds, mais en supposant à celui-ci un statut purement imaginaire de poète, jamais indiqué par aucune source : il invoque pour cela le fait que ces deux ballades contiendraient des picardismes et que Colin viendrait de Cayeux, en Picardie, alors que la plupart des auteurs le décrivent comme le fils d'un serrurier parisien.